# Lynn Rother

Lynn Rother

Lynn Rother (* 1981 in Annaberg-Buchholz) ist eine deutsche Kunsthistorikerin. Sie ist Spezialistin auf dem Gebiet der Provenienzforschung und seit 2019 Lichtenberg-Professorin für Provenienzstudien an der Leuphana Universität Lüneburg.

## Werdegang
Lynn Rother studierte ab 2000 Kunstgeschichte, Rechtswissenschaft und Betriebswirtschaft an der Ludwig-Maximilians-Universität München, der Technischen Universität Dresden und der Universität Leipzig, wo sie 2007 als Magister artium in Kunstgeschichte abschloss.
Nach ihrem Studienabschluss wurde Rother 2008 wissenschaftliche Mitarbeiterin der Stiftung Preußischer Kulturbesitz und arbeitete dort unter anderem im Institut für Museumsforschung und in den zur Stiftung gehörenden Staatlichen Museen zu Berlin; sie war im Kupferstichkabinett und im Kunstgewerbemuseum eingesetzt. 2015 promovierte sie bei Bénédicte Savoy an der Technischen Universität Berlin. Für ihre Dissertation forschte sie mit finanzieller Unterstützung der Getty Foundation zu einem Kunsthandelsgeschäft zwischen den Berliner Museen und der Dresdner Bank in der Zeit der nationalsozialistischen Diktatur. Die Arbeit fand auch außerhalb der Fachwelt breite Beachtung. Das Buch erhielt die Auszeichnung Geisteswissenschaften International, mit der die Übersetzung herausragender wissenschaftlicher Werke gefördert werden soll.
Als Spezialistin für Provenienzforschung ging Rother 2015 nach New York an das Museum of Modern Art. 2019 erhielt sie eine Lichtenberg-Professur für Provenienzstudien an der Leuphana Universität Lüneburg und wurde Leiterin des dortigen Provenance Lab, einer interdisziplinären Forschungseinrichtung zum Themenkreis. Rothers Professur ist die erste dauerhaft eingerichtete für Provenienzforschung in Deutschland. Seit 2021 leitet Rother das Institut für Philosophie und Kunstgeschichte der Leuphana Universität Lüneburg.

## Verständnis von Provenienzforschung und Forschungsarbeit
Lynn Rother versteht Provenienzforschung unter einer breiten Zielsetzung und mit entsprechendem interdisziplinären Ansatz. Neben der besonders wichtigen Restitution von Raubkunst oder der Identifikation von Kunstfälschungen kann Provenienzforschung in Rothers Verständnis fruchtbar für viele historische, soziologische, oder politische Fragestellungen sein. Als Beispiele lassen sich Geldwäsche nennen, Schwarzmarktentwicklungen oder die Verteilung von Reichtum über Regionen im Wechsel geschichtlicher Perioden und Ereignisse. Die Aufklärung der Rolle von einzelnen Museen, Sammlern und Kunsthändlern und von Trends und Netzwerken gehört für sie auch dazu.
Dazu nötige Analysen können in Rothers Augen vor allem dann effizient durchgeführt werden, wenn die weltweit verstreuten Provenienzinformationen aus unterschiedlichen Quellen und Zeiten, die zudem mit unterschiedlichen Zielsetzungen fixiert wurden, auf ein einheitliches Format gebracht, als Daten strukturiert und der Datenverknüpfung zugänglich gemacht werden. Dabei sollten auch Lückenhaftigkeit, Ungenauigkeit und weitere Besonderheiten der gesammelten Informationen, wie etwa Kontext oder Intention der Aufzeichnung mit erfasst werden. Durch die Verknüpfung einer großen Zahl weltweit verstreuter Daten könnten, so Rothers Plan, für Analysen unter anderem Kreuzungspunkte in den Besitzverhältnissen verschiedener Kunstwerke aufgedeckt und der Analyse zugeführt werden.
Ein erstes Projekt Rothers unter dem Titel „Modern Migrants: Paintings from Europe in US Museums“ soll dabei helfen, das neue Datenformat zu entwickeln und die Verknüpfung von Provenienzdaten auf breiter Basis zu erproben. Der vergleichsweise günstige Offenlegungsstand von Provenienzinformationen aus amerikanischen Museen soll dabei unterstützend wirken. Inhaltlich geht es dabei um Werke die zwischen 1860 und 1945 in Europa geschaffen wurden. Rother erhofft sich unter anderem Aufschlüsse über etwaige einzelne Händler und Sammler, die besonderen Einfluss auf Rezeption der Kunstwerke und den Markt dafür nahmen oder über einflussreiche Schlüsselwerke und die Rolle politischer Ereignisse.

## Schriften
Monografie
- Kunst durch Kredit. Die Berliner Museen und ihre Erwerbungen von der Dresdner Bank 1935. de Gruyter, Berlin 2017, ISBN 978-3-11-049452-5 (Dissertation Technische Universität Berlin 2015).

Beispiele für Buchkapitel und Artikel in Zeitschriften
- Mit Max Koss und Fabio Mariani: Taking Care of History: Toward a Politics of Provenance Linked Open Data in Museums. In: Emily Lew Fry und Erin Canning (Hrsg.): Perspectives on Data. Art Institute of Chicago 2022, ISBN 978-0-86559-315-2, doi:10.53269/9780865593152/06.
- Unheimliche Provenienz: Die Kunstgeschichte und ihr Doppelgänger. In: Texte zur Kunst Band 128, 2022, ISSN 0940-9459 S. 85–98.
- Mit Fabio Mariani und Max Koss: Hidden Value: Provenance as a Source for Economic and Social History. In: Jahrbuch für Wirtschaftsgeschichte / Economic History Yearbook, Sonderheft: Digital History, Band 64, Nr. 1, ISSN 2196-6842, 25. Mai 2023, doi:10.1515/jbwg-2023-0005.